# エアジハード
エアジハード（欧字名:Air Jihad、1995年4月9日 - ）は、日本の競走馬、種牡馬。
1999年の安田記念（GI）およびマイルチャンピオンシップ（GI）を勝利。ニホンピロウイナー、ノースフライト、タイキシャトルに続いて史上4頭目となる春秋マイルGI優勝を果たした。
その他の勝ち鞍は、1998年の富士ステークス（GIII）。

## 経歴

### デビューまで

#### 誕生までの経緯
アイシーゴーグルは、1987年に社台ファームで生産された牝馬。父はアメリカG1優勝馬のロイヤルスキー、母は1982年の優駿牝馬（オークス）を勝利したシャダイアイバーである。ファーム代表の吉田善哉自らで所有して、中央競馬の美浦トレーニングセンター二本柳俊夫厩舎から競走馬デビュー。2年間で17戦3勝（うちダート2勝）の成績で引退し、社台ファームで繁殖牝馬となった。初年度は、ニホンピロウイナーと交配し、1994年に初仔の牡馬を生産。2年目の交配相手は、1986年の天皇賞（秋）を制したサクラユタカオーであった。サクラユタカオーをあてがったのは、吉田善哉の子・吉田照哉であり、ファーム獣医師の池田充によれば「（サクラ）ユタカオーを配合したのは、当時社台ファームにはスピードを前面に出すタイプの種牡馬があまりいませんでしたから、ダートで2勝したアイシーゴーグルの仔に、芝での切れ味を持たせるためではないか」と推察している。
1995年4月9日、北海道千歳市の社台ファームにて、2番仔となる栗毛の牡馬（後のエアジハード）が誕生する。

#### 幼駒時代
2番仔は、社台ファーム牡馬調教担当である東礼治郎によれば「ダンス（インザダーク）と比べても遜色のない印象でしたよ。もの凄い切れ味という点で、似ている馬を探せば（中略）バブ（ルガムフェロー）かなあ（カッコ内補足加筆者）」、「とにかくものすごい柔らか味を感じさせる馬でした。なにしろ品があって、しかもバランスが抜群（中略）生まれたときから文句なくトップクラスの評価。（中略）僕が手がけた中でも、当然最上位クラスの一頭です。ああいう馬には、そうそう巡り合えるもんじゃない。」という様子だった。
誕生直後から、馬体に対する評価は高く、馬体のバランスを失う危険のある離乳時を乗り越え、評価を保ったまま成長。池田によれば「生まれてからずっと品の良さと、しなやかな体を保ちづづけたように思います。成長過程をグラフに考えると、10番仔は常に右上がりの緩やかな上昇カーブを描きつつ競走馬として完成するという理想形ともいえる、非常に珍しい馬だったように思えますね。私の経験した中では、フジキセキとバブルガムフェローと同じタイプ（後略）」と述べている。育成が進むにつれて、東は「朝日杯3歳ステークスを勝って当然の馬」と信じるようになっていた。
10番仔は、吉原毎文が代表を務める株式会社エアフィールドの所有となり、冠名「エア」に「ジハード」を組み合わせた「エアジハード」という競走馬名が与えられる。エアジハードは、美浦の伊藤正徳調教師の管理馬となった。伊藤は騎手だった1977年、吉原毎文の父・吉原貞敏が所有したラッキールーラに騎乗し、東京優駿（日本ダービー）を優勝、八大競走初勝利を挙げた。騎手引退後、調教師に転じても吉原との関係を継続。吉原は、伊藤を牧場に誘い、当歳時のエアジハードの検分を要請していた。伊藤はこの時「脚元がまっすぐに伸びて、スタイルがよかった。長軀〔ママ〕短背です。トモの筋肉が長い。（中略）走るための筋肉が多いのは長所」という印象を受けたという。牧場では至って健康に過ごし、3歳となった1997年6月、伊藤厩舎に入厩する。
伊藤は「完成するのは4歳以降」「オープンまで行ける馬」と見立ていたが、スタイルの良さが脚部不安を招くと考え、慎重にレースを選択しようと決意。東の「朝日杯3歳ステークス…」の進言を退け、春のクラシック、皐月賞から東京優駿（日本ダービー）出走を目標に定めた。

### 競走馬時代

#### 3-4歳（1997-98年）
1997年12月7日、朝日杯3歳ステークス当日に行われた中山競馬場の新馬戦（芝1200メートル）に武豊が騎乗してデビュー。3番手から抜け出し、後方に3馬身半差をつけて初勝利を挙げる。その後は、脚の炎症が治まらずに連戦できず、年をまたいだ1998年2月1日、カトレア賞（500万円以下、ダート1200メートル）で復帰。クラシックを目標にしつつも、脚の負担の少ないダートに参戦、後方待機から直線で外から抜け出し、1馬身半差をつけて入線、連勝とする。再び間隔を空けて3月22日、皐月賞のトライアル競走であるスプリングステークス（GII）に2番人気で出走。5枠8番ゲートに収まったが、暴れてしまい鼻を負傷、さらに出遅れてスタートとなった。スローペースの最後方から追い込むも、先行馬には届かず4着。3着までに与えられる優先出走権を獲得できず、発走調教再審査の処分が下された。
この敗戦や距離適性をマイルから2000メートルと考えていた伊藤は、吉原にクラシック出走の断念を提案し、受け入れられた。続く目標をNHKマイルカップ出走に切り替え、騎手の橋本広喜が騎乗して矯正、発走調教再審査を合格した。5月17日のNHKマイルカップに橋本とともに10番人気で出走。スタートを決めたが、直線伸びず8着。ただ勝利したエルコンドルパサーなど上位7頭は、いずれも外国産馬であり、内国産馬としては最先着を果たした。その後は休養、社台ファームで夏休みとなった。10月18日東京競馬場の900万円以下（芝1600メートル）で復帰し、1馬身半差をつけて3勝目をマークする。11月14日の奥多摩ステークス（1600万円以下、芝1400メートル）はクビ差で4勝目を挙げる。

脚部不安の心配が見られなかったことから、４勝目から2週間後の11月28日、スプリンターズステークスの前哨戦である富士ステークス（GIII）に参戦する。15頭が出走する中、前年の安田記念3着の5歳馬スピードワールドが3倍台の1番人気、セントウルステークス3着の6歳馬シンボリフェザードが4倍台、イギリスから遠征の外国調教馬でモーリス・ド・ゲスト賞（G1）3着のムシェアが5倍台と続き、エアジハードは6.2倍の4番人気に推されていた。3枠5番からスタートを決めて先行し、好位内側で最終コーナーを通過、直線で抜け出した。大外から6番人気プレストシンボリが迫り、内外並んでの競り合いとなったが、エアジハードがクビ差振り切って先着。重賞初勝利を挙げた。
橋本は「相手に合わせるズルい面があって、今回はその相手が強かっただけに半信半疑で臨みましたが、今まで以上に頑張ってくれました。（中略）本当に接戦に強い。まだ4歳ですし、これからどれだけ強くなっていくのか楽しみです。」。伊藤は「完成するのは先になると思いますが、来年はタイキシャトルの後釜を狙える馬。そう思っているんですよ。」と発言。タイキシャトルは、この前年に5戦4勝。フランスのマイルG1競走のジャック・ル・マロワ賞を勝利したほか、日本国内では安田記念とマイルチャンピオンシップを勝利。マイルチャンピオンシップは連覇を達成したうえ、その年の国内春秋のマイルGIを独占して引退していた。富士ステークスの後のエアジハードは、スプリンターズステークスには出走せずに休養。来年春の目標を安田記念とした。

#### 5歳（1999年）
安田記念参戦を確実なものにするために4月25日、新潟競馬場の谷川岳ステークス（OP）に出走する。相手は、一段劣るメンバーであり、先々のことを考えて、完全には仕上げない状態で臨み、2.2倍の1番人気に支持された。スタートから先行。ハイペースの中、直線で早めに抜け出したが、後方から追い込んだ2番人気ナリタプロテクターに差し切られた。コースレコードで決着し、クビ差後れを取る2着。この敗戦により、エアジハードを矯正し、発走調教再審査を合格させ、重賞勝利まで導いた橋本の降板が決定する。伊藤とラッキーフィールドの協議の末「技術があって、老獪ではない騎手」（伊藤）として、前年にエルコンドルパサーに騎乗し、ジャパンカップを制した30歳の蛯名正義を、新たな主戦騎手として迎えることとなった。
5月15日、安田記念の前哨戦として知られる京王杯スプリングカップ（GII）に出走。前年の有馬記念を勝利し、この年の始動戦だったグラスワンダーが2.1倍、続く4.8倍の2番人気がエアジハードであった。蛯名は安田記念出走のために、勝利よりも「スムーズな競馬をして、2着までにもってくる」ことを最優先に考えていたという。大外枠からスタートして先行した。スローペースの中、逃げ馬に次ぐ2番手で直線に向き、内側から競りかけてきた先行勢4頭の追い上げを制して抜け出したが、中団待機から大外に持ち出して追い込んだグラスワンダーに差し切られた。4分の3馬身差をつけられた2着。賞金加算には成功した。

#### 安田記念
6月13日、目標の安田記念（GI）に出走。グラスワンダーが1.3倍の1番人気、この年東京新聞杯と中山記念を連勝したキングヘイローが6.0倍、アメリカ帰り2戦目で高松宮記念2着から臨むシーキングザパールが11.4倍と続き、エアジハードは、17.7倍の4番人気であった。蛯名は、これまでのような先行押し切りでは、グラスワンダーに敵わないと判断し、グラスワンダーと同じ中団待機を狙うことにした。
7枠12番からスタートして後方待機、中団にいたグラスワンダーの背後でマーク。最終コーナーを、グラスワンダーの外に持ち出して通過した。直線では、馬場の中央から抜け出したグラスワンダーを目標に、大外から追い上げを開始。並びかけると、蛯名は、グラスワンダーの方に馬体を寄せる「併せた」状態を作り、2頭の競り合いを演出した。ゴール板手前でエアジハードがグラスワンダーをハナ差かわしたところで入線、GI初勝利となった。伊藤は厩舎開業13年目で、調教師としてGI初勝利となった。伊藤は「今年はこのレースを目標にローテーションも逆算して決めてきました。（中略）まだナーバスな面はあるのですが、それをうまく中に隠せるようになりましたね。成長したんだと思います。」また騎乗した蛯名は「ゴールした瞬間、届いたと思いましたが、それでも手を挙げられるほどではなかった（中略）行かせてもいいし抑えもきくとあって緩急が自在。まだ成長していきそうな雰囲気があるし、秋を楽しみにしたいですね。」と述べている。このレースに対するメディアは、エアジハードの優勝よりも、1.3倍のグラスワンダーの敗北について大きく取り上げており、伊藤は「勝って脇役です。これは悔しかったですね」と述懐している。
秋の目標を、2000メートルの天皇賞（秋）に据える。距離延長について伊藤は、こなす能力を有していることの他に「『グラスワンダーが負けた』ではなく、ウチの馬が勝ったという事実をもっと正当に評価してほしいんです。そのためにも、秋は大事な戦いになると思っています」と述べている。その前哨戦として当初は、8月下旬の札幌記念（GII）を予定していたが、参戦を見送った。「肉体的にはもうワンランク、パワーアップできる」として社台ファームで放牧。北海道を猛暑が襲い、調整には遅れが出たという。
夏休みを経て、前哨戦を10月上旬の毎日王冠（GII）に改めたが、脚元の違和感から再び見送りとなり、10月31日の天皇賞（秋）に直行した。菊花賞優勝馬のセイウンスカイが3.8倍、6倍台に重賞連勝中のツルマルツヨシ、前年の天皇賞（春）優勝馬メジロブライト、この年の天皇賞（春）優勝馬スペシャルウィークが続き、エアジハードは8.3倍の5番人気であった。スタートから3頭が逃げる中、離れた馬群の先頭にあたる4・5番手を追走。直線で逃げ馬3頭をかわし、一時抜け出すも、外から伸びたスペシャルウィーク、12番人気ステイゴールドにかわされ3着。蛯名は「もう少し後ろから行きたかったのに、馬が気分良く走りすぎてしまいました」と述懐している。

#### マイルチャンピオンシップ
続いて11月21日、マイルチャンピオンシップ（GI）に出走、2.2倍の1番人気に推される。それ以降の人気は、スワンステークス優勝から臨むブラックホークが3.8倍、前々年の桜花賞優勝馬キョウエイマーチが7.5倍、キングヘイローが8.0倍で続いていた。ブラックホークのスワンステークスは蛯名が導いたものであり、二択を迫られていたが、エアジハードを選択。ブラックホークには武が騎乗した。
3枠6番からスタートし、中団に位置。ブラックホークの直後を追走した。最終コーナーをブラックホークの外に持ち出して通過。直線で脚を伸ばし、逃げたキョウエイマーチや、隣のブラックホークをかわして抜け出した。後方外から追い込んだキングヘイローの追い上げに1馬身半差をつけ、先頭で入線。GI2勝目。1985年ニホンピロウイナー、1994年ノースフライト、前年の1998年タイキシャトルに続いて史上4頭目となる、同一年の春秋のマイルGI2勝を達成した走破タイム1分32秒8は、1994年ノースフライトが樹立したレースレコード1分33秒0を0.2秒上回った。
その後、香港カップに選出され、12月7日に香港入り。吉田も「日本産で日本調教の馬で海外GIを意識させてくれる馬だ」と述べていたが、12月10日に右前脚の腫れが判明。井口民樹によれば「一瞬、出走に踏み切ろうかと考えて、伊藤はやめた。」という。香港の空港に降り立った吉原に対して、出走の取り消しを提案し、受け入れられた。帰国後、右前脚の再検査を行ったところ屈腱炎、「予想以上に重症」（井口）だったことが判明。12月22日に引退を発表した。この年のJRA賞では、JRA賞最優秀短距離馬およびJRA賞最優秀父内国産馬を受賞している。

### 種牡馬時代
引退後は、種牡馬となった。2000年から2002年までは社台スタリオンステーション、2003年から2004年まではブリーダーズスタリオンステーション、2005年から2007年までレックススタッド、2007年から2011年まで再びブリーダーズスタリオンステーション、2012年は中川郁夫牧場、2013年からは十勝軽種馬農業協同組合種馬所で繋養された。2017年10月20日に供用を停止、用途変更。種牡馬引退となった。
初年度の2000年と2003年は三桁、2004年は97頭の繁殖牝馬を集めたが、2004年から引退まで、34頭を下回った。2007年には初年度産駒のアグネスラズベリ（母父:トニービン）が、函館スプリントステークス（GIII）を優勝し、産駒初めてとなるJRA重賞勝利。2010年には4年目産駒のショウワモダン（母父:トニービン）が安田記念を優勝し、産駒初めてとなるJRAGI勝利。1985年ニホンピロウイナーと1992・93年ヤマニンゼファー父仔に次ぐ史上2組目の安田記念父仔制覇を果たした。

### 引退後

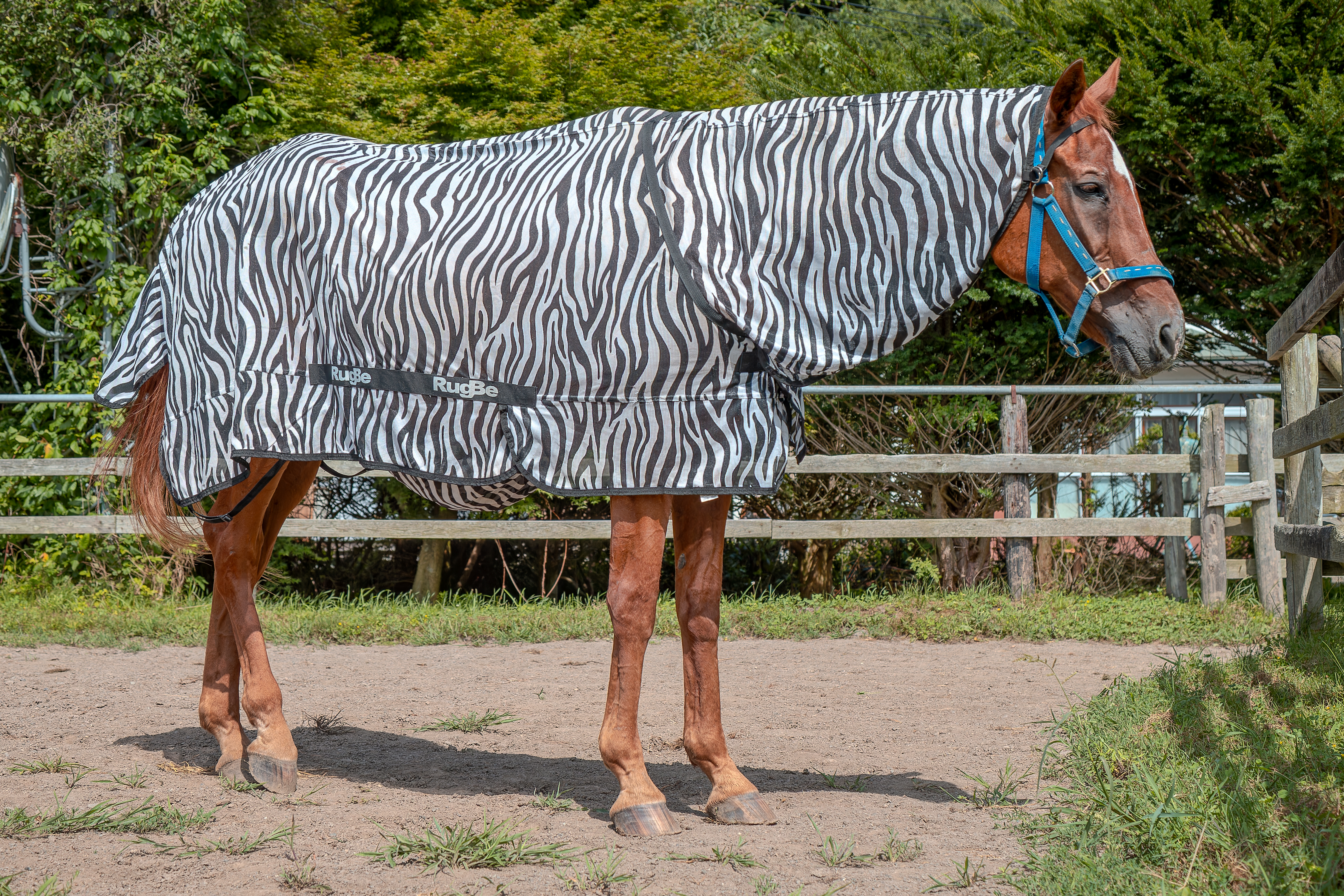
王蔵牧場におけるエアジハード（2024年）

2018年からは、引退名馬繋養展示事業の助成対象となり、功労馬となる。2019年7月からは、北海道新ひだか町の小国スティーブル従業員・竹内里紗が引き取り、エアジハードのためにスティーブル内に新設された放牧地で暮らしている。
2021年の優駿での武豊と蛯名正義の対談でも1998クラシック世代で数少ない2人両方が乗った馬として取り上げられた。
2022年5月1日に北海道浦河町の王蔵牧場へ移動し、当地で余生を送る。
2025年8月8日にグラスワンダーが死去したことにより牡馬で20世紀のG1を勝った馬としては最後の生き残りとなった。

## 競走成績
以下の内容は、netkeiba.comおよびJBISサーチに基づく。
| 競走日     | 競馬場 | 競走名       | 格       | 距離（馬場）  | 頭 数 | 枠 番 | 馬 番 | オッズ （人気） | 着順 | タイム （上り3F） | 着差 | 騎手      | 斤量 [kg] | 1着馬（2着馬）         | 馬体重 [kg] |
| ---------- | ------ | ------------ | -------- | ------------- | ----- | ----- | ----- | --------------- | ---- | ----------------- | ---- | --------- | --------- | ---------------------- | ----------- |
| 1997.12.07 | 中山   | 3歳新馬      |          | 芝1200m（良） | 10    | 5     | 5     | 001.80（1人）   | 01着 | R1:10.8（35.6）   | -0.6 | 0武豊     | 54        | （ファーディーン）     | 466         |
| 1998.02.01 | 東京   | カトレア賞   | 500万下  | ダ1200m（良） | 15    | 6     | 11    | 005.80（3人）   | 01着 | R1:13.6（36.8）   | -0.2 | 0武豊     | 55        | （アイアムアブラザー） | 470         |
| 0000.03.22 | 中山   | スプリングS  | GII      | 芝1800m（稍） | 15    | 5     | 8     | 004.00（2人）   | 04着 | R1:50.1（36.3）   | -0.3 | 0武豊     | 56        | クリールサイクロン     | 482         |
| 0000.05.17 | 東京   | NHKマイルC   | GI       | 芝1600m（稍） | 17    | 8     | 16    | 060.5（10人）   | 08着 | R1:34.5（35.2）   | -0.8 | 0橋本広喜 | 57        | エルコンドルパサー     | 478         |
| 0000.10.18 | 東京   | 4歳上900万下 |          | 芝1600m（重） | 9     | 7     | 7     | 002.90（1人）   | 01着 | R1:36.4（36.0）   | -0.2 | 0橋本広喜 | 55        | （コンキスタクラウン） | 490         |
| 0000.11.14 | 東京   | 奥多摩S      | 1600万下 | 芝1400m（良） | 14    | 5     | 7     | 003.70（2人）   | 01着 | R1:22.2（35.3）   | -0.1 | 0橋本広喜 | 55        | （ワカサバロン）       | 492         |
| 0000.11.28 | 東京   | 富士S        | GIII     | 芝1400m（良） | 15    | 3     | 5     | 006.20（4人）   | 01着 | R1:23.0（35.2）   | -0.0 | 0橋本広喜 | 54        | （プレストシンボリ）   | 498         |
| 1999.04.25 | 新潟   | 谷川岳S      | OP       | 芝1600m（良） | 15    | 8     | 14    | 002.20（1人）   | 02着 | R1:32.5（34.7）   | -0.0 | 0橋本広喜 | 56        | ナリタプロテクター     | 498         |
| 0000.05.15 | 東京   | 京王杯SC     | GII      | 芝1400m（良） | 18    | 8     | 18    | 008.80（4人）   | 02着 | R1:20.6（34.0）   | -0.1 | 0蛯名正義 | 56        | グラスワンダー         | 500         |
| 0000.06.13 | 東京   | 安田記念     | GI       | 芝1600m（良） | 14    | 7     | 12    | 017.70（4人）   | 01着 | R1:33.3（35.1）   | -0.0 | 0蛯名正義 | 58        | （グラスワンダー）     | 494         |
| 0000.10.31 | 東京   | 天皇賞（秋） | GI       | 芝2000m（良） | 17    | 1     | 1     | 008.30（5人）   | 03着 | R1:58.2（35.6）   | -0.2 | 0蛯名正義 | 58        | スペシャルウィーク     | 498         |
| 0000.11.21 | 京都   | マイルCS     | GI       | 芝1600m（良） | 18    | 3     | 6     | 002.20（1人）   | 01着 | R1:32.8（34.4）   | -0.2 | 0蛯名正義 | 57        | （キングヘイロー）     | 504         |

## 種牡馬成績
以下の内容は、JBISサーチの情報に基づく。
| 種付年度 | 種付頭数 | 生産頭数 | 血統登録頭数 | 出走頭数 | 勝馬頭数 | 重賞勝馬頭数 | AEI  | CPI  | GI級優勝産駒   |
| -------- | -------- | -------- | ------------ | -------- | -------- | ------------ | ---- | ---- | -------------- |
| 2000     | 113      | 79       | 73           | 62       | 34       | 2            | 1.27 |      |                |
| 2001     | 73       | 54       | 50           | 45       | 27       | 1            | 0.48 |      |                |
| 2002     | 109      | 68       | 60           | 52       | 26       | 0            | 0.54 |      |                |
| 2003     | 97       | 68       | 64           | 51       | 28       | 2            | 0.79 |      | ショウワモダン |
| 2004     | 34       | 28       | 23           | 18       | 6        | －           | 0.33 |      |                |
| 2005     | 30       | 18       | 18           | 18       | 11       | 0            | 0.47 |      |                |
| 2006     | 24       | 14       | 14           | 13       | 5        | 0            | 0.24 |      |                |
| 2007     | 14       | 9        | 7            | 6        | 3        | －           | 0.06 |      |                |
| 2008     | 34       | 21       | 19           | 17       | 11       | 0            | 0.20 |      |                |
| 2009     | 34       | 22       | 21           | 16       | 9        | 0            | 0.18 |      |                |
| 2010     | 22       | 12       | 12           | 10       | 8        | 1            | 0.54 |      |                |
| 2011     | 18       | 11       | 10           | 8        | 5        | －           | 0.14 |      |                |
| 2012     | 8        | 3        | 3            | 1        | 0        | －           | 0.00 |      |                |
| 2013     | 7        | 2        | 2            | 2        | 2        | －           | 0.31 |      |                |
| 2014     | 11       | 3        | 3            | 3        | 2        | －           | 0.03 |      |                |
| 2015     | 5        | 1        | 1            | 1        | 0        | 0            | 0.00 |      |                |
| 2016     | 2        | 0        | 0            | 0        | －       | －           | －   |      |                |
| 2017     | 1        | 0        | 0            | 0        | －       | －           | －   |      |                |
| 合計     | 合計     | 合計     | 380          | 323      | 177      | 6            | 0.57 | 1.17 |                |

- 出走頭数、勝馬頭数、重賞勝馬頭数、アーニングインデックス、コンパラブルインデックスは、平地競走に限る。

### 主な産駒

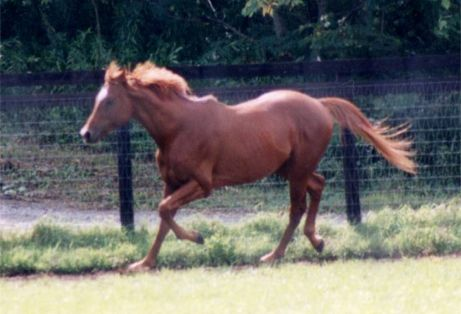
種牡馬となったエアジハード（2000年9月23日撮影）

太字強調は、GI級競走。アスタリスクは、地方競馬各主催者が独自に定める格付けた重賞を表す（ダートグレード競走を除く）。
- ショウワモダン（母父:トニービン（安田記念、ダービー卿チャレンジトロフィー））
- アグネスラズベリ（母父:トニービン（函館スプリントステークス））
- ナナヨーヒマワリ（母父:セレスティアルストーム（マーチステークス））
- Keep Away（母父:ビワハヤヒデ（シンガポールG3 コミティーズプライズ））
- ドリームチャッター（華月賞*、ひまわり賞*、ビューチフル・ドリーマーカップ*）
- ユキノアラシ（兵庫ダービー*、菊水賞*）
- キーアシスト（東海菊花賞*）

## 血統表
| エアジハードの血統                         | エアジハードの血統                                 | エアジハードの血統               | （血統表の出典）         | （血統表の出典） |
| 父系                                       | テスコボーイ系                                     | テスコボーイ系                   | テスコボーイ系           | [ § 2 ]          |
| 父 サクラユタカオー 1982 栗毛 北海道静内町 | 父の父*テスコボーイ Tesco Boy 1963 黒鹿毛 イギリス | Princely Gift                    | Nasrullah                | Nasrullah        |
| 父 サクラユタカオー 1982 栗毛 北海道静内町 | 父の父*テスコボーイ Tesco Boy 1963 黒鹿毛 イギリス | Princely Gift                    | Blue Gem                 |                  |
| 父 サクラユタカオー 1982 栗毛 北海道静内町 | 父の父*テスコボーイ Tesco Boy 1963 黒鹿毛 イギリス | Suncourt                         | Hyperion                 | Hyperion         |
| 父 サクラユタカオー 1982 栗毛 北海道静内町 | 父の父*テスコボーイ Tesco Boy 1963 黒鹿毛 イギリス | Suncourt                         | Inquisition              |                  |
| 父 サクラユタカオー 1982 栗毛 北海道静内町 | 父の母アンジェリカ 1970 黒鹿毛 北海道静内町        | *ネヴァービート Never Beat       | Never Say Die            | Never Say Die    |
| 父 サクラユタカオー 1982 栗毛 北海道静内町 | 父の母アンジェリカ 1970 黒鹿毛 北海道静内町        | *ネヴァービート Never Beat       | Bride Elect              |                  |
| 父 サクラユタカオー 1982 栗毛 北海道静内町 | 父の母アンジェリカ 1970 黒鹿毛 北海道静内町        | スターハイネス                   | *ユアハイネス            | *ユアハイネス    |
| 父 サクラユタカオー 1982 栗毛 北海道静内町 | 父の母アンジェリカ 1970 黒鹿毛 北海道静内町        | スターハイネス                   | スターロツチ             |                  |
| 母 アイシーゴーグル 1987 栗毛 北海道千歳市 | 母の父*ロイヤルスキー Royal Ski 1974 栗毛 アメリカ | Raja Baba                        | Bold Ruler               | Bold Ruler       |
| 母 アイシーゴーグル 1987 栗毛 北海道千歳市 | 母の父*ロイヤルスキー Royal Ski 1974 栗毛 アメリカ | Raja Baba                        | Missy Baba               |                  |
| 母 アイシーゴーグル 1987 栗毛 北海道千歳市 | 母の父*ロイヤルスキー Royal Ski 1974 栗毛 アメリカ | Coz o'Nijinsky                   | Involvement              | Involvement      |
| 母 アイシーゴーグル 1987 栗毛 北海道千歳市 | 母の父*ロイヤルスキー Royal Ski 1974 栗毛 アメリカ | Coz o'Nijinsky                   | Gleam                    |                  |
| 母 アイシーゴーグル 1987 栗毛 北海道千歳市 | 母の母シャダイアイバー 1979 鹿毛 北海道早来町      | *ノーザンテースト Northern Taste | Northern Dancer          | Northern Dancer  |
| 母 アイシーゴーグル 1987 栗毛 北海道千歳市 | 母の母シャダイアイバー 1979 鹿毛 北海道早来町      | *ノーザンテースト Northern Taste | Lady Victoria            |                  |
| 母 アイシーゴーグル 1987 栗毛 北海道千歳市 | 母の母シャダイアイバー 1979 鹿毛 北海道早来町      | *サワーオレンジ Sour Orange      | Delta Judge              | Delta Judge      |
| 母 アイシーゴーグル 1987 栗毛 北海道千歳市 | 母の母シャダイアイバー 1979 鹿毛 北海道早来町      | *サワーオレンジ Sour Orange      | Lady Attica              |                  |
| 母系(F-No.)                                | サワーオレンジ系(FN:8-g)                           | サワーオレンジ系(FN:8-g)         | サワーオレンジ系(FN:8-g) | [ § 3 ]          |
| 5代内の近親交配                            | Nasrullah 4･5×5=12.5%                              | Nasrullah 4･5×5=12.5%            | Nasrullah 4･5×5=12.5%    | [ § 4 ]          |
| 出典                                       | 1. 2. 3. 4.                                        | 1. 2. 3. 4.                      | 1. 2. 3. 4.              | 1. 2. 3. 4.      |

- 祖母シャダイアイバーは優駿牝馬（オークス）の勝ち馬。近親にはペインテドブラック（ステイヤーズステークス、青葉賞）、ガレオン（NHK杯2着、種牡馬）などがいる[47]。